# Red Dead Redemption 2
Red Dead Redemption 2 je akční adventura z roku 2018, kterou vyvinula a vydala společnost Rockstar Games. Je třetím dílem v sérii Red Dead a prequelem hry Red Dead Redemption z roku 2010. Příběh hry se odehrává v roce 1899 ve fiktivní verzi západních, středozápadních a jižních Spojených států a sleduje psance Arthura Morgana, člena van der Lindeho gangu. Arthur se musí vyrovnat s úpadkem Divokého západu, zatímco se snaží přežít v boji proti vládním silám, konkurenčním gangům a dalším protivníkům. Epilog sleduje osud jeho společníka a dalšího člena gangu Johna Marstona, jenž je hlavním hrdinou Red Dead Redemption.
Hra je prezentována z pohledu první i třetí osoby. Hráč se může volně pohybovat v interaktivním otevřeném světě. Mezi herní prvky patří přestřelky, loupeže, lov, jízda na koni, interakce s nehrajícími postavami a udržování pověsti postavy prostřednictvím rozhodnutí a činů. Systém odměn podobný systému z franšízy Grand Theft Auto upravuje reakci donucovacích orgánů a lovců odměn na zločiny spáchané hráčem.
Hra byla vydána pro PlayStation 4, Xbox One (v říjnu 2018), pro Microsoft Windows a Stadia (v listopadu 2019). Red Dead Online, online režim hry pro více hráčů, vyšel jako beta verze v listopadu 2018, plná verze pak v květnu 2019. Tato hra za první víkend vygenerovala tržby 725 milionů USD. Získala ohlas u kritiky s chválou zaměřenou na příběh, postavy, otevřený svět, grafiku a značnou úroveň podrobnosti; drobná kritika byla zaměřena na její ovládací schéma a na převahu realismu nad hráčskou svobodou. Je považována za příklad videoher jako umělecké formy a získala řadu ocenění, včetně ocenění Game of the Year od několika herních médií. Patří mezi nejprodávanější videohry s více než 50 miliony prodaných kopií.

## Hratelnost
Red Dead Redemption 2 je akční adventura s tematikou westernu. Hra je hrána z pohledu první nebo třetí osoby a odehrává se v otevřeném světě, jenž vychází ze západu, středozápadu a jihu Spojených států v roce 1899 a časově je zasazen do druhé poloviny éry Divokého západu na přelomu dvacátého století. Hra obsahuje režim pro jednoho hráče i online multiplayer, přičemž druhý jmenovaný byl později vydán pod názvem Red Dead Online. Po většinu hry hráč ovládá psance Arthura Morgana, člena van der Lindeho gangu, který plní četné mise – lineární scénáře s předem stanovenými cíli – a postupuje tak příběhem. Od epilogu hry hráč ovládá Johna Marstona, hratelného protagonistu z původní hry Red Dead Redemption. Mimo mise se hráč může volně pohybovat interaktivním světem. Hráč může při boji s nepřáteli používat útoky zblízka, střelné zbraně, vrhací předměty nebo výbušniny. Souboje byly oproti předchůdci hry vylepšeny a byly přidány nové mechaniky, například možnost držet najednou dvě zbraně a používat luk. Hráč má možnost plavat za Arthura, za Johna však ne; jedná se o odkaz na předchozí díl, kde plavání vedlo k okamžité smrti.
Neprozkoumaná země v Red Dead Redemption 2 tvoří největší část herního světa a nabízí rozmanitou krajinu s nahodilými cestovateli, bandity a divokou zvěří. Ve hře se nacházejí lidská osídlení, od farem až po městečka a města. Hlavním dopravním prostředkem jsou koně, jichž jsou různá plemena, každé s jinými vlastnostmi. Hráč může koně ukrást a pokud chce používat divokého koně, musí jej nejprve zkrotit, poté má možnost je cvičit. Aby mohl koně vlastnit, musí ho osedlat nebo ustájit. Častějším používáním koně probíhá proces sbližování, který lze urychlovat voděním, hlazením, čištěním a krmením, a hráč získává výhody, když na svém koni jezdí. K cestování lze využít také dostavníky a vlaky. Hráč může přepadnout přijíždějící vlak nebo dostavník tím, že vyhrožuje strojvedoucímu nebo cestujícím, a poté je vykrást nebo okrást cestující.
Hráč se také může stát svědkem náhodných událostí, na které narazí při prozkoumávání herního světa, nebo se jich může přímo i zúčastnit. Patří mezi ně přepadení, zločiny páchané jinými lidmi, prosby o pomoc, přestřelky, veřejné popravy a útoky zvířat. Při prozkoumávání Divokého západu může hráč například najít konkrétní osoby v nouzi. Pokud se jim rozhodne pomoci, budou mu vděční a mohou ho odměnit, pokud jim znovu zkříží cestu. Hráč se také může účastnit vedlejších aktivit, mezi které patří drobné úkoly se společníky a cizinci, duely, lov odměn, hledání pokladů nebo jiných sběratelských předmětů na mapě, jako jsou například skalní rytiny, a hraní pokeru, blackjacku, domina a hry s nožem (five finger filet). Důležitou roli ve hře hraje také lov zvířat, jenž hráči poskytuje jídlo, příjem a materiál pro výrobu předmětů. Při lovu musí hráč brát v úvahu několik faktorů, včetně volby zbraně a umístění střely, které ovlivňují kvalitu masa a kožešiny a následně cenu, kterou jsou obchodníci ochotni zaplatit. Hráč může zabité zvíře buď ihned stáhnout z kůže, nebo mršinu odnést; mršina časem shnije, sníží svou hodnotu a přiláká predátory.
Hra se ve velké míře zaměřuje na hráčovu volbu v příběhu a misích. V určitých momentech příběhu má hráč možnost přijmout nebo odmítnout dodatečné mise a lehce tak utvářet děj podle svých rozhodnutí. Hráč může komunikovat s jakoukoli nehratelnou postavou (NPC) dynamickými způsoby, jež jsou v sérii nové. Je mu dovoleno zvolit si různé dialogové stromy, například vést s nimi přátelský rozhovor nebo je urážet. Pokud se hráč rozhodne NPC zabít, může její mrtvolu okrást. Red Dead Redemption 2 přináší zpět systém cti (honor), jenž měří, jak moc jsou hráčovy činy morální. Pozitivní volby a činy, jako je pomoc cizincům, dodržování zákonů a ušetření životů protivníků v duelech, se přičítají k hráčově cti. Negativní činy, jako jsou krádeže a ubližování nevinným, však hráči čest ubírají. Příběh hry je ctí ovlivněn, protože dialogy a výsledky pro hráče se často liší v závislosti na její úrovni. Dosažení nejvyšší úrovně cti poskytne hráči jedinečné výhody, například odměnu v podobě speciálního oblečení a velkých slev v obchodech. Nízká úroveň cti je také výhodná, protože hráč získá větší počet předmětů z mrtvol.
Důležité je se o postavy Arthura a Johna starat, protože může dojít k poklesu jejich zdraví a výdrže. Kromě ukazatele zdraví a výdrže má hráč k dispozici také jádra (cores), jež ovlivňují rychlost jejich regenerace. Například díky nošení teplejšího oblečení v chladném prostředí nezmrznou, v horkém se však zpotí. Zmrznutí nebo přehřátí rychle vyčerpá jádra. Hráč může také přibrat nebo zhubnout v závislosti na tom, kolik toho sní; postava s podváhou bude mít méně zdraví, ale zvýšenou výdrž, zatímco postava s nadváhou bude schopna lépe absorbovat poškození, ale bude mít menší výdrž. Hráč může jíst a spát, aby doplnil svá jádra. Může se také koupat, aby zůstal čistý, a navštívit holiče, aby změnil svůj účes; vlasy též časem realisticky rostou. Ve hře dochází k degradaci zbraní, jež je třeba čistit, aby si zachovaly svou účinnost. Pokud hráč používá určitý typ zbraně delší dobu, získává s ní větší zkušenosti, což zlepšuje ovládání zbraně, snižuje zpětný ráz a zvyšuje rychlost nabíjení.
Přestřelky jsou ve hře zásadní mechanikou. Hráč se může krýt, volně mířit a zacílit na osobu nebo zvíře. Mířit lze také na jednotlivé části těla, díky čemuž je možné zneškodnit cíl bez nutnosti jeho zabití. Když hráč nepřítele zastřelí, reakce a pohyby umělé inteligence závisí na tom, kam byl zasažen. Mezi zbraně patří pistole, revolvery, opakovačky, pušky, brokovnice, luky, výbušniny, laso, přimontované Gatlingovy kulomety a zbraně pro boj zblízka, jako jsou nože a tomahavky. Red Dead Redemption 2 přináší zpět mechaniku, která je charakteristická pro tuto sérii a která nese název Dead Eye. Jedná se o systém zaměřování, jenž hráči umožňuje zpomalit čas a označit své cíle. Jakmile sekvence zaměřování skončí, hráč vystřelí na každé označené místo ve velmi krátkém časovém sledu. Dead Eye se s postupem ve hře vylepšuje a dává hráči další schopnosti, například možnost rozpoznat smrtelné body nepřátel.
Z Red Dead Redemption se vrací také systém lovců odměn (bounty system). Jedná se o mechaniku, jež vychází z tzv. wanted systému používaného v hrách série Grand Theft Auto. Když hráč spáchá zločin, svědci jej běží nahlásit na nejbližší policejní stanici. Pokud hráč nechce, aby zákon zasáhl a mohl se tak vyhnout následkům, musí svědka zastavit. Jakmile jsou strážci zákona zalarmováni, objeví se na místě zločinu a začnou jej vyšetřovat. Je-li hráč dopaden, objeví se na obrazovce ukazatel Wanted a na jeho hlavu je vypsána odměna. Pokud páchá další zločiny, odměna za jeho dopadení roste a je na něj vysláno více strážců zákona. Pokud hráč spáchal závažné zločiny a podařilo se mu uniknout zákonu, budou najati lovci odměn, aby ho vypátrali v divočině. V nejposlednější fázi jsou na místo, kde se hráč nachází, vysláni U.S. Marshals. Aby hráč strážcům zákona unikl, musí se vyhnout červené kruhové zóně zobrazené na mapě, čímž se začne ukazatel pomalu vyčerpávat. Před pronásledovateli se může alternativně skrýt nebo je zabít. Ať už hráč unikne, nebo je při pronásledování zabit, odměna na jeho hlavu zůstane, muži zákona i civilisté budou ostražitější a oblasti, kde byly zločiny spáchány, budou uzavřeny. Když je hráč muži zákona chycen a je neozbrojený a na nohou, má možnost se jim vzdát. Pokud je však známo, že se může vysmeknout z pokusů o zadržení, nebudou lovci odměn to, že se vzdal, akceptovat. Hráč může odměnu na svou hlavu odstranit tím, že ji zaplatí na poště nebo se vzdá strážcům zákona a stráví nějaký čas ve vězení.

## Děj

### Zasazení
Svět hry Red Dead Redemption 2 se rozkládá na území pěti fiktivních států USA. Státy New Hanover, Ambarino a Lemoyne jsou v sérii nové a nacházejí se na severu a východě světa, zatímco státy New Austin a West Elizabeth se vracejí z původního dílu. Tyto státy leží v oblasti řek San Luis a Lannahechee a na březích jezera Flat Iron. Ambarino je horská divočina, jejíž největší osadou je indiánská rezervace Wapiti. New Hanover zahrnuje rozlehlé údolí a zalesněné podhůří, kde se nachází dobytkářské městečko Valentine, obchodní stanice Van Horn ležící na břehu řeky a uhelné město Annesburg. Lemoyne je tvořen bažinatými zátokami (bayou) a plantážemi připomínajícími jihovýchod Spojených států; leží zde jižanské město Rhodes, vesnice Lagras a bývalá francouzská kolonie Saint Denis, podobná skutečnému městu New Orleans.
West Elizabeth tvoří rozlehlé pláně, husté lesy a prosperující přístavní město Blackwater. Tato oblast byla oproti původní hře Red Dead Redemption rozšířena o rozsáhlou severní část s horským městečkem Strawberry. New Austin je vyprahlá pouštní oblast rozkládající se na hranicích s Mexikem, jejímiž centry jsou pohraniční města Armadillo a Tumbleweed, která se objevila i v původní hře. Části New Austinu a West Elizabeth byly přepracovány tak, aby odrážely dřívější dobu. Například Blackwater je stále ve výstavbě, zatímco z Armadilla se v důsledku epidemie spály a poté cholery stalo město duchů.

### Postavy
Hráč se ujímá role Arthura Morgana (Roger Clark), poručíka a zkušeného člena van der Lindeho gangu. Gang vede Dutch van der Linde (Benjamin Byron Davis), charismatický muž, jenž vyzdvihuje osobní svobodu a odsuzuje postupující moderní civilizaci. Do gangu patří také Dutchův nejlepší přítel a spoluvůdce Hosea Matthews (Curzon Dobell), protagonista hry Red Dead Redemption John Marston (Rob Wiethoff), jeho partnerka Abigail Robertsová (Cali Elizabeth Moorová) a syn Jack Marston (Marissa Buccianti a Ted Sutherland), líný Uncle (John O'Creagh a James McBride), pistolníci Bill Williamson (Steve J. Palmer), Javier Escuella (Gabriel Sloyer) a Micah Bell (Peter Blomquist), černý indiánský lovec Charles Smith (Noshir Dalal) a žena v domácnosti, která se stala pistolnicí, Sadie Adlerová (Alex McKennová).
Členové gangu se svými kriminálními činy dostávají do konfliktu s různými osobami a skupinami, včetně bohatého ropného magnáta Levitica Cornwalla (John Rue), po jehož majetku gang prahne. V reakci na to se rozhodne najmout tým agentů z Pinkertonovy detektivní agentury, vedený Andrewem Miltonem (John Hickok) a jeho podřízeným Edgarem Rossem (Jim Bentley), aby gang vypátrali. Gang se také setkává s italským bossem ze Saint Denis Angelem Bronte (Jim Pirri), kontroverzním vládcem ostrova Guarma plukovníkem Albertem Fussarem (Alfredo Narciso) a Dutchovým odvěkým nepřítelem Colmem O'Driscollem (Andrew Berg), vůdcem konkurenčního O'Driscollova gangu. Na svých cestách se gang zaplete s rodinami Grayů a Braithwaitů, dvěma znepřátelenými rody, o nichž se proslýchá, že hromadí zlato z občanské války. Potkávají zde především šerifa Rhodesu Leigha Graye (Tim McGeever) a Catherine Braithwaiteovou (Ellen Harveyová), hlavu rodiny Braithwaitů. Později ve hře Arthur pomáhá Rainsu Fallovi (Graham Greene) a jeho synovi Eaglu Fliesovi (Jeremiah Bitsui), členům indiánského kmene Wapiti, o jehož půdu má zájem armáda.

### Příběh
Po zpackané loupeži trajektu v roce 1899 je van der Lindův gang nucen uprchnout z Blackwateru a zanechat za sebou velkou skrýš plnou peněz. Uvědomují si, že s rozvíjející se civilizací končí doba psanců, a rozhodnou se tak získat dostatek peněz, aby mohli uniknout zákonu a odejít na odpočinek. Přepadnou vlak patřící Cornwallovi, jenž následně najme Pinkertony, aby je dopadli. Gang vydělává peníze vykonáváním různých prací, přestože Dutch neustále slibuje, že další loupež bude jejich poslední. Po přestřelce s Cornwallovými muži ve Valentinu se gang přesune do Lemoyne, kde pracuje současně pro Graye a Braithwaity ve snaze poštvat je proti sobě. Rodiny je však podrazí: Grayovi členy gangu přepadnou a jednoho z nich zabijí, zatímco Braithwaitovi unesou a prodají Jacka Brontovi. Gang se pomstí a obě rodiny zničí, následně získá Jacka zpět od Bronteho. Ten jim nabídne informace k různým pracím, nakonec je však podrazí. Dutch jej z pomsty unese a nakrmí jím aligátora, což Arthura vyvede z míry.
Gang vyloupí banku v Saint Denis, ale Pinkertoni při tom zasáhnou a zabijí Hosea a zatknou Johna. Dutch, Arthur, Bill, Javier a Micah uprchnou z města na lodi směřující na Kubu. Loď potopí prudká bouře a muži jsou vyplaveni na břehu ostrova Guarma, kde se zapletou do války mezi tyranským majitelem cukrových plantáží Fussarem a zotročeným místním obyvatelstvem. Poté, co pomohou revolucionářům zabít Fussara, se skupina dostane zpět do Spojených států a znovu se setká se zbytkem gangu.
Dutch je posedlý provedením ještě jedné loupeže. Pochybuje také o Arthurově loajalitě, jenž ho neposlechl a rozhodl se osvobodit Johna dříve, než bylo plánováno. Jmenuje Micaha svým nejvyšším poručíkem místo Arthura. Arthur se začne obávat, že Dutch už není tím, koho znal, protože se stává úzkoprsým, opouští od jejich ideálů a zavraždí Cornwalla. Arthurovi je kromě toho diagnostikována tuberkulóza a uvědomuje si, že by mohl brzy zemřít. Přemýšlí tak o svých činech a o tom, jak po své smrti ochránit gang. Řekne Johnovi, aby utekl společně s Abigail a Jackem, a otevřeně se vzepře Dutchovi tím, že pomůže domorodým obyvatelům. Když Pinkertoni přepadnou tábor, Dutch začne být paranoidní a myslí si, že nějaký z členů gangu pracuje jako informátor. Někteří jeho členové jsou jeho chováním zklamáni a odejdou. Dutch a Micah mezitím zorganizují poslední loupež a rozhodnou se přepadnout armádní vlak s výplatními listinami.
Arthur přestává v Dutche věřit, když ho nechá napospas armádě, Johna nechá zemřít a odmítne zachránit unesenou Abigail. Arthur a Sadie zachrání Abigail před Miltonem a předtím, než ho Abigail zabije, prozradí, že informátorem byl Micah. Arthur se vrátí do tábora a otevřeně obviní Micaha ze zrady. Dutch, Bill, Javier a Micah se obrátí proti Arthurovi a nově navrácenému Johnovi, ale nastalá patová situace je přerušena, když Pinkertoni zaútočí. Hráč si může vybrat, zda Arthur pomůže Johnovi v útěku a zdrží Pinkertony, nebo se vrátí do tábora, aby získal zpět peníze gangu. Micah přepadne Arthura a do jejich boje zasáhne Dutch. Arthur přesvědčí Dutche, aby Micaha opustil a odešel. Pokud má hráč vysokou čest, Arthur podlehne svým zraněním a nemoci a zemře při sledování východu slunce; pokud má hráč nízkou čest, Micah jej popraví.
O osm let později v roce 1907 se John a jeho rodina snaží vést poctivý život. Najdou si práci na ranči, kde John bojuje proti psancům, kteří ohrožují jeho zaměstnavatele. V domnění, že John není ochoten vzdát se svých starých způsobů, Abigail s Jackem odjíždí. John si vezme v bance půjčku na koupi ranče. Pracuje s Unclem, Sadie a Charlesem na stavbě nového domu a po návratu požádá Abigail o ruku. Poté, co se John dozví, že Micah je stále naživu a založil vlastní gang, rozhodne se se Sadie a Charlesem přepadnout jeho tábor. Najdou zde nedávno příchozího Dutche, který po napínavé přestřelce Micaha postřelí a mlčky odejde. John Micaha zabije a získá cennosti ze skrýše gangu v Blackwateru, jež použije na splacení dluhu. Následně se ožení s Abigail a začnou nový život na svém ranči po boku Jacka a Uncleho, protože Sadie a Charles odjíždějí za jinou činností.
V potitulkové scéně se objevuje Edgar Ross, jak pátrá po Micahově vrahovi a nachází Johnův ranč, což odstartuje události Red Dead Redemption.

## Vývoj

### Historie
Přípravné práce na hře Red Dead Redemption 2 začaly krátce po vydání původního dílu Red Dead Redemption v roce 2010. Společnost Rockstar Games dostávala interní návrhy na pokračování už během produkce první hry. Zjistila, že myšlenka příběhu pojednávajícím o gangu je „příliš působivá na to, aby ji odmítla“. Viceprezident pro kreativitu Dan Houser hovořil na začátku roku 2011 se studiem Rockstar San Diego, jež stojí za původní hrou, o postavách a stylu hry. V polovině roku měl tým hrubý nástin a koncem roku 2012 byly dokončeny hrubé scénáře hry. Houser taktéž vedl videokonference s řediteli všech světových poboček Rockstaru. Když si společnost Rockstar Games uvědomila, že skupina samostatných studií by nemusela fungovat, kooptovala všechna svá studia do jednoho velkého týmu, nazvaného Rockstar Studios, aby usnadnila vývoj mezi 1 600 vývojáři. Celkem na hře pracovalo přibližně 2 000 osob. Podle odhadů analytiků se rozpočet vývoje hry pohyboval mezi 170 a 240 miliony dolarů a rozpočet jejího marketingu činil 200 až 300 milionů dolarů; dohromady tedy hra stála 370 až 540 milionů dolarů, což z ní činí jednu z nejdražších videoher, které kdy byly vyvinuty.

### Příběh a zasazení

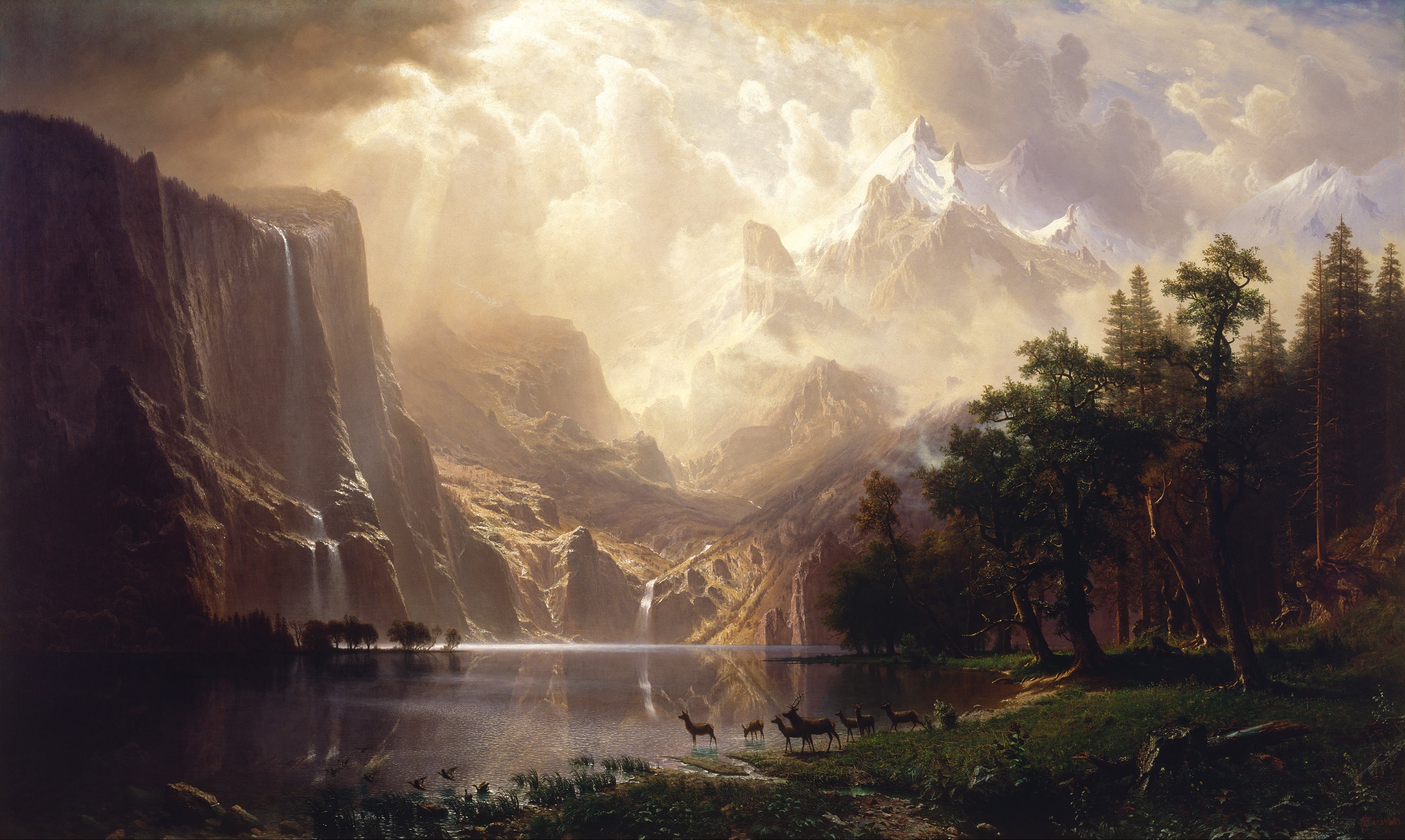
Pohledy na krajinu v otevřeném světě hry byly inspirovány krajinomalbami od umělců, jako je Albert Bierstadt (obraz Among the Sierra Nevada, California)

Zatímco jedním z hlavních témat původní hry byla ochrana rodiny za každou cenu, Red Dead Redemption 2 vypráví o jejím rozpadu v podobě van der Lindeho gangu. Tvůrci měli zájem prozkoumat příběh, proč se gang rozpadl, jak bylo často zmiňováno v první hře. Josh Bass, umělecký režisér studia Rockstar San Diego, měl pocit, že přítomnost vůdce gangu Dutche van der Lindeho „čněla“ nad původní hrou. Stejně jako první hra se i Red Dead Redemption 2 odehrává v době úpadku Divokého západu, ve světě, jenž se pro gang stává příliš moderním. Aaron Garbut, umělecký režisér studia Rockstar North, uvedl, že cílem společnosti Rockstar „bylo široce zachytit americký život v roce 1899 rychle se industrializujícího národa, který se brzy ocitne na světové scéně“. Tým se soustředil na vytvoření přesného obrazu daného období, a to s lidmi i oblastmi. Občané ve hře kontrastují mezi bohatými a chudými, zatímco oblasti mezi civilizací a divočinou.
Co se týče rozsahu vyprávění, Houser jej popsal jako „spíše Thackeraye než Hemingwaye“, kdy dochází ke změnám postav, míst a ideologií. Při psaní hry se inspiroval filmem a literaturou, i když se vyhýbal současným dílům, aby nebyl obviněn z krádeže nápadů. Jako významné vlivy uvedl Uriaha Heepa, fiktivní postavu z románu David Copperfield (1850) od Charlese Dickense, a některá díla Arthura Conana Doyla, dále Henryho Jamese, Johna Keatse a Émila Zolu. Houser usiloval o to, aby některé části příběhu hry odrážely současné události, ne však přímo. Poznamenal, že „nás spíše oslovila senzace, jež nám přišla zajímavá v 19. století, a doufám, že osloví lidi ohledně dnešních problémů“. Nechtěl, aby se na hru nahlíželo jako na historické dílo, nýbrž raději na historickou fikci. Rozhodl se tak na historické události narážet, než aby je kvůli jejich nepříjemnosti převypravoval. Houser chtěl, aby odchod gangu ze společnosti do ústraní byl protikladem klidného úvodu hry. První kapitola byla vnímána jako metoda, jak osvěžit krajinu, jež staví skupinu kovbojů proti sněhové bouři. Tým přepracoval úvodní kapitolu hry kvůli její rozsáhlé délce, protože Houser ji považoval za nejdůležitější z kapitol. Spolušéf studia Rockstar North Rob Nelson se domníval, že vzhledem k povaze původního titulu je závěr hry „tím správným zakončením“.
Konečný scénář hlavního příběhu hry měl přibližně 2 000 stran. Houser odhadoval, že by byla hromada scénářů „osm stop vysoká“, pokud by do ní byly zahrnuty všechny vedlejší mise a další dialogy. Jednotliví herci, kteří dabovali chodce, měli scénáře o délce kolem 80 stran. Před vydáním hry z ní bylo odstraněno asi pět hodin obsahu, jednalo se například o druhý milostný zájem hlavního hrdiny a také o misi odehrávající se ve vlaku s lovci odměn. Houser poznamenal, že k odstranění těchto misí došlo proto, že „nikdy nebudou technicky fungovat nebo nebudou dostatečně svižné, případně se zdály být zbytečné“.
Garbut uvedl, že tým se neinspiroval konkrétním filmem nebo uměním, ale skutečnými oblastmi, a poznamenal, že „budovali místo, nikoli lineární nebo statickou reprezentaci“. Režisér zabývající se o osvětlením Owen Shepherd se inspiroval pastorálními malíři, jako jsou William Turner a Rembrandt. Pohledy na krajinu v otevřeném světě hry byly částečně inspirovány krajinomalbami od umělců, jako jsou Albert Bierstadt, Frank Tenney Johnson a Charles Marion Russell. Saint Denis je vytvořeno podle města New Orleans. Společnost Rockstar navrhla herní svět tak, aby reagoval na probíhající události v příběhu. Nelson uvedl, že tým byl „posedlý tím, aby [svět] působil v každém ohledu přirozeně a živě“. Poznamenal, že se tým „snažil vytvořit světy, kterým lidé věří a ve kterých se mohou ztratit“.

### Postavy

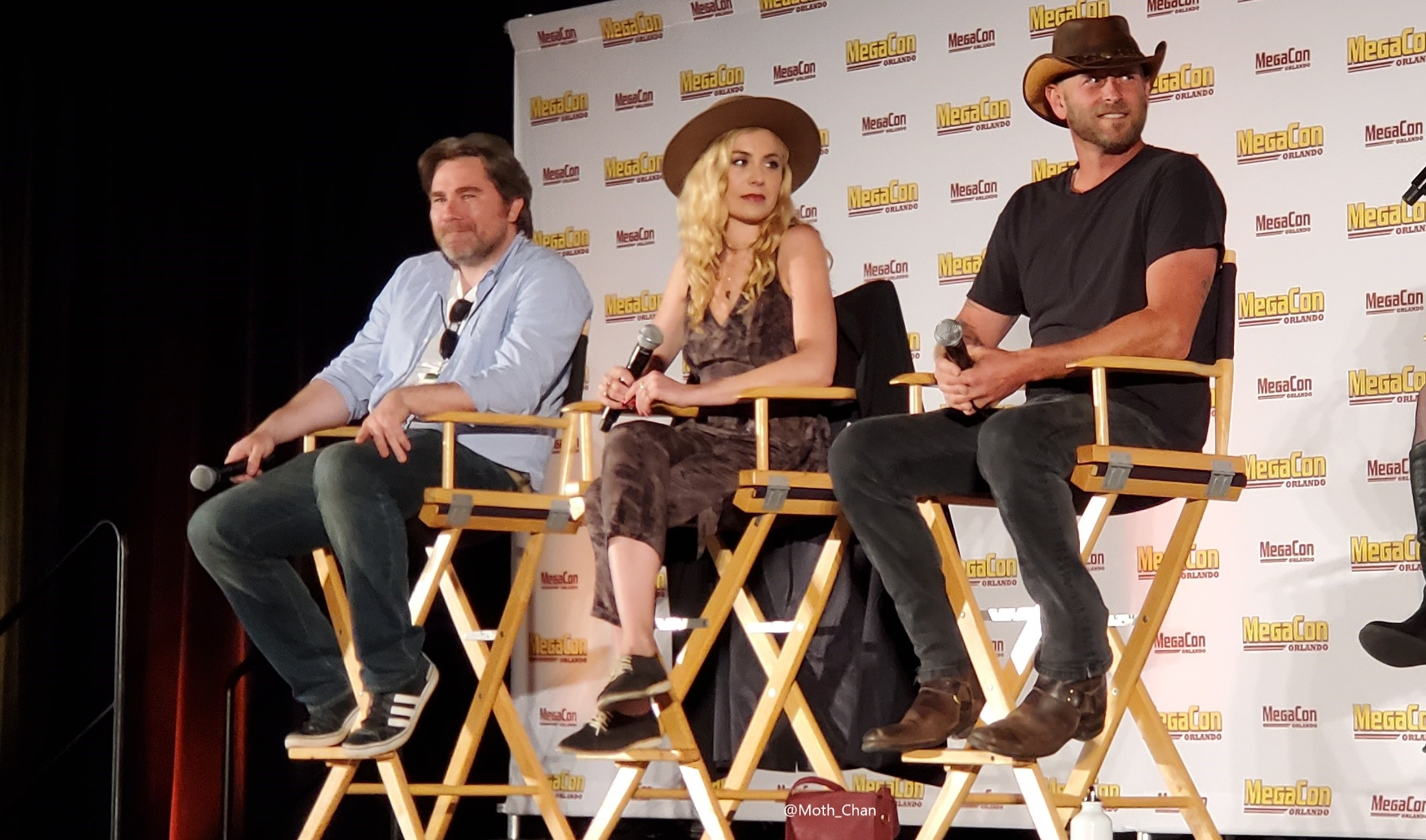
Někteří z hlavních herců hry: Roger Clark, Alex McKenna a Rob Wiethoff

Nahrávání hry Red Dead Redemption 2 začala v roce 2013 a trvala celkem 2 200 dní. Ve hře hraje 1 200 herců, z nichž 700 sdílí na 500 000 řádků dialogů. Kromě toho, že Rockstar ke snímání jejich pohybů využil technologie motion capture, použil také kamery, jež zaznamenávaly jejich obličeje a výrazy pro pozdější animaci; celkem bylo použito asi 60 nebo 70 kamer. Kulisy pro motion capture byly obvykle přizpůsobeny rozměrům herního prostředí, které bylo možné hercům a štábu zobrazit na monitoru ve formátu previzualizace. Tajnůstkářská povaha Rockstaru k vývoji hry znamenala, že herci a režisér si během produkce nebyli jisti budoucností postav. Scenáristé nadále pracovali na scénáři, zatímco herci natáčeli své scény po částech.
Společnost Rockstar chtěla mít ve van der Lindeho gangu různorodé postavy. Hlavní kreativní scenárista Michael Unsworth poznamenal, že tento ansámbl byl při psaní scénářů výhodný, protože pomohl vytvořit příběh a dodal hře komplexnost. Scenáristé kladli zvláštní důraz na individuální příběhy jednotlivých postav, zkoumali jejich život před vstupem do gangu a důvody, proč v něm zůstávají. Unsworth cítil, že gang je „rodina“, která nabízí „pocit sounáležitosti a smyslu“, a že analýza každého příběhu –⁠ a vztahu každé postavy k Arthurovi –⁠ byla pro vyprávění důležitá. Několik postav bylo během vývoje ze hry vyškrtnuto, protože jejich osobnosti nepřispívaly k příběhu. Některé repliky dialogů z první hry, v nichž je Dutch popsán jako spravedlivý vůdce, umožnily týmu vytvořit různorodou skupinu postav v gangu. Vývojáři často nechávali herce, aby se ve scénách ubírali vlastním směrem a postavy tak rozvíjeli novým způsobem. Herci také občas improvizovali, většinou však zůstávali věrní scénáři.
Tým se rozhodl, že hráč bude v Red Dead Redemption 2 ovládat pouze jednu postavu, na rozdíl od tří protagonistů v předchozím titulu Grand Theft Auto V (2013), aby bylo možné ji podrobněji sledovat a pochopit, jak na ni události působí. Měli pocit, že jediná postava se zdá být vhodnější pro strukturu vyprávění westernu. Nelsonovi přišlo, že rozhodnutí omezit se na jednoho protagonistu formovalo další tvůrčí rozhodnutí ve vztahu k vývoji. Rozhovory a smysl života v prostředí gangu byly inspirovány zkoumáním života dvou hratelných postav ve hře Grand Theft Auto V, zatímco hráč ovládal druhou z nich. Rockstar chtěl hráči při prožívání Arthurova příběhu poskytnout pocit vlastní působnosti; Unsworth poznamenal, že Arthur není ovládán ani vypravěči, ani hráčem, ale jeho ovládání spočívá v „jemném tlačení a tahání mezi nimi“. Vývojáři se snažili dát hráči větší volnost při utváření Arthurových vztahů s ostatními postavami. Když příběh začíná, Arthur už má s ostatními členy gangu vztahy utvořené, takže cílem týmu bylo je rozvíjet tak, aby na ně hráč mohl vhodně reagovat.
Herec Roger Clark se při ztvárnění Arthura Morgana inspiroval především Toširóem Mifunem. Zjistil, že Mifunovy postavy byly velmi stoické a zároveň měly „šílený“ smysl pro humor, komplexnost, kterou chtěl v Arthurovi zobrazit. Clark se také inspiroval filmem The Proposition (2005), protože se v něm postava dostala do podobné situace jako Arthurova, kdy je nucena zradit část svých společníků. Sledoval filmy jako V pravé poledne (1952) a díla Johna Wayna. Zhlédl taktéž Dolarovou trilogii (1964–1966), ale ztvárněním Muž beze jména Clintem Eastwoodem se příliš neinspiroval, protože měl pocit, že Arthur je upovídanější. Clark chtěl ztvárnit postavu, jež by byla natolik komplexní, že by si hráč mohl vybrat svou cestu a přesto by dávalo její chování smysl. Zpočátku se s tímto konceptem potýkal s obtížemi, protože ztvárnění postavy s vysokou ctí bylo odlišné od nízké cti. Připomněl si však, že Arthur je složitá postava, která si snadno odporuje. Jeho cílem bylo vykreslit zranitelnost v Arthurově egu. Clark cítil, že Arthur zpočátku Johna Marstona nenáviděl, protože měl rodinu – něco, co by si Arthur přál mít – ale když se gang začínal rozpadat, Arthur se snažil Johnovi pomoci – „snaží se udělat to, co by si přál udělat pro sebe“. Clark hledal inspiraci pro svůj vlastní výkon ve ztvárnění postavy Johna Robem Wiethoffem v první hře.
Houser chtěl zvrátit stereotyp, že hlavní hrdina začíná jako slabý a v průběhu příběhu se stává silnějším. Místo toho je Arthur tvrdý už na začátku hry a když se jeho pohled na svět rozpadne, „dostane se na intelektuálnější horskou dráhu“. Cítil, že úpadek Divokého západu má na Arthura hluboký dopad, a poznamenal, že postava je „zmítána mezi odporností přírody a brutalitou nastupující industrializace v civilizaci“. Houser se při natáčení vyhýbal setkání s Rogerem Clarkem, jenž Arthura ztvárňuje, aby neslyšel jeho skutečný hlas.
Když byl herec Benjamin Byron Davis požádán, aby si zopakoval svou roli Dutche van der Lindeho, nebyl si až do začátku produkce jistý povahou a významem postavy. Poprvé se o svém opětovném účinkování dozvěděl v polovině roku 2013 a koncem roku obdržel asi prvních 100 stran scénáře. Protože Davis je mnohem vyšší než Dutch, museli animátoři výšku nasnímaného herce při motion capture upravit tak, aby odpovídala postavě, včetně linie očí ostatních postav. Brent Werzner v některých záběrech často zaskakoval jako dvojník. Davis ztvárnil Dutche „v jeho nejlepších letech“ – okouzlujícího a sebevědomého muže –, a to přibližně rok předtím, než začala postava upadat. Unsworth cítil, že Dutch sám sebe nevnímá jako zločince, ale jako někoho, kdo bojuje proti „zkorumpovanému systému moci, jenž byl nastaven tak, aby rozděloval a potlačoval“. Poznamenal, že Dutch svou „anarchistickou a protistátní rétorikou“ dokázal přesvědčit členy svého gangu, aby s ním zůstali.
Davis se domníval, že Dutch byl motivován „ušlechtilou pohnutkou“ a věřil ve vyšší dobro. Postavu popsal jako „zásadového muže“, ale přišlo mu, že se Dutch začal postupně měnit v padoucha, zejména když čelil mocným osobám ve svém okolí, kupříkladu Catherine Braithwaiteové a Angelu Brontovi. Myslel si, že Dutchův pád nastane v momentě, kdy se stane svědkem zkaženosti jiných lidí, kteří dosáhnou „utopie“, kterou chce pro své vlastní lidi, a uvědomí si, že nechce, aby se totéž stalo jemu. Když Dutch nemá po svém boku svého nejlepšího přítele Hosea Matthewse, není schopen slyšet kritiku; když se Arthur snaží Dutchovi pomoci „prozřít“, Dutch mu přestává důvěřovat a místo toho se obrací na „neochvějnou [...] podporu“ Micaha. Davis měl pocit, že Dutchův vysněný ráj by se nacházel na místě zvaném Horseshoe Overlook, kde tábořili ve druhé kapitole hry, kde neustále hleděl do budoucnosti. Říká, že Dutch „byl snílek; cesta byla důležitější než jakýkoli příchod“. Zdá se mu, že na konci hry Dutch také hledá vykoupení ze svých chyb, a proto neubližuje Johnovi ani jeho rodině.
Při tvorbě Johna Marstona, hlavního hrdiny původní hry, měli scenáristé pocit, že jeho předchozí výskyt by pro ně mohl být omezující, protože hráči už s touto postavou souzněli. Rob Wiethoff, jenž si roli Johna zopakoval, se při návratu k postavě ohlížel na svůj vlastní život; vždy vzhlížel k mužským přátelům své starší sestry, stejným způsobem jakým John vzhlíží ke zbytku gangu, aby jej přijali a brali jako sobě rovného. Johnova osobnost je také inspirována „pěkně drsnými chlápky“ z jeho rodného města Seymour v Indianě. Cali Elizabeth Mooreová, která ztvárnila Johnovu manželku Abigail Robertsovou, cítila při natáčení scény s žádosti o ruku lehkost, protože ona i Wiethoff si vzpomněli na své vlastní žádosti o ruku. Uvedla, že díky emocím natáčela scénu pouze dvakrát. Mooreová se také dojímala při scénách, v nichž je Abigailin syn Jack po jeho únosu navrácen do tábora, a přejímala nad tím, jaké by to bylo, kdyby se to stalo jejím vlastním dětem.
Mezi herci se během natáčení vytvořilo úzké pouto, které jim pomohlo s individuálními výkony. Herečka Alex McKenna řekla, že scéna, v níž se Sadie Adlerová pomstí, ji „trochu pronásledovala“, protože do té doby prožila spoustu jejích příběhů. Režisér pro motion capture Rod Edge popsal Sadie jako „velice ženskou, ale taktéž tvrdou“. McKenna ocenila absenci stereotypů u postav a líbilo se jí, že Sadie byla napsána jako Arthurova rovnocenná partnerka, nikoli jako jeho milostný zájem. Noshir Dalal souzněl s postavou Charlese Smithe, jehož otec je Afroameričan a matka indiánka, protože sám je napůl Japonec a napůl Párs. Při ztvárnění postavy čerpal zkušenosti ze svého osobního života. Původní představitel Charlese byl přeobsazen, jelikož měl tým pocit, že se do role nehodí. Gabrielu Sloyerovi přišlo, že Javier Escuella „hledá domov, místo, kam by mohl patřit“, a cítí se rozpolcený mezi cestou za americkým snem a touhou po domově v Mexiku. Sloyer uvažoval o svém vlastním otci, jenž se také jmenoval Javier, a o jeho zkušenostech s přistěhováním do Spojených států. Peter Blomquist popsal postavu Micaha Bella jako „slizkého oportunistu“. Rozhodl se vytvořit postavu od základu, místo aby se inspiroval jinými.

### Technologie a hratelnost
Red Dead Redemption 2 je první hra od Rockstaru vyvinutá speciálně pro konzole PlayStation 4 a Xbox One. Společnost otestovala technické možnosti konzolí při portování hry Grand Theft Auto V, jež byla původně vydána pro PlayStation 3 a Xbox 360, což umožnilo týmu zjistit, co je na novém hardwaru možné dělat. Jakmile tým definoval, do jakých omezení se při vývoji mohl dostat, našel oblasti, na které se bylo třeba nejvíce zaměřit. Podle technického režiséra pro grafiku Alexe Hadjadje se jednalo o „věci jako řešení globálního osvětlení, atmosférické efekty nebo postprocesing a prezentace“. V Red Dead Redemption 2 bylo díky dodatečné paměti konzolí umožněno mít zhruba desetkrát větší množství animací než v Grand Theft Auto V. Zatímco Grand Theft Auto V vyžadovalo husté davy lidí v ulicích měst, Red Dead Redemption 2 vyžadovalo zalidněná města s identifikovatelnými postavami. Technologie byla tudíž vyvinuta tak, aby to hra umožnila. Technický režisér Phil Hooker prohlásil, že počet animací potřebných pro reakce jednotlivých postav se nepodobá žádné předchozí hře společnosti Rockstar. Rockstar pro hru přepracoval celý systém animací, aby dosáhl věrohodnějšího chování lidí a zvířat na nové generaci konzolí. Značná škála animací byla přidána pro umělou inteligenci nepřátel, aby během boje působili přirozeně. Vývojáři kladli důraz také na drobné animace, díky nimž svět působil věrohodněji. Rockstar pro vývoj hry vylepšil svůj fyzikální engine Euphoria a poprvé po 17 letech kompletně přepracoval systém umělé inteligence.
Jedním z cílů Rockstaru při tvorbě hry Red Dead Redemption 2 bylo, aby měl hráč pocit, že pobývá v živém světě, a ne že jen hraje mise a sleduje cutscény. Metodou, jak toho dosáhnout, se stal rušný tábor gangu, kde může hráč komunikovat s ostatními postavami. Aby svět působil živěji a realističtěji, vývojáři zajistili, že si postavy zachovají stejnou osobnost a náladu z cutscén i v otevřeném světě. Unsworth popsal tábor jako „jednu z nejambicióznějších věcí“, které studio vytvořilo. Rockstar měl pocit, že herní mechanismy umožnily scenáristům „ponořit se hlouběji“ do herních postav. Při tvorbě živého herního světa bylo důležité vytvořit rutinní činností členů gangu v táboře, včetně aktivit a prací, jichž se účastní, a denní doby, kdy jsou vzhůru. Tento systém byl již dříve využit v Grand Theft Auto V, zvláště v případě rodinného domu jednoho z protagonistů, Houser však uvádí také mexické městečko Chuparosa z Red Dead Redemption, jež bylo plné postav vykonávajících drobné úkoly. Další metodou, jak dosáhnout realismu, se staly konverzace mezi postavami v táboře, na které se hráč může rozhodnout reagovat; pokud bude hráč reagovat často, postavy začnou v dalších rozhovorech vyzývat k odpovědím. Hra také obsahuje systém zvaný „walk-and-talk“, kdy postavy krátce sledují hráče a informují ho o událostech v herním světě. Tento systém byl dříve využíván ve hře Grand Theft Auto V prostřednictvím mobilního telefonu hrdiny. Některé mise ve hře byly záměrně seřazeny tak, aby demonstrovaly Arthurovu osobnost. Například mise, ve které se Arthur opije, se odehrává před misí, ve které zachraňuje Micaha z vězení, což odráží skutečnost, že Arthurovi na Micahově osudu tolik nezáleží.
Tým se rozhodl omezit inventář zbraní, aby zachoval realističnost hry. Všechny ostatní zbraně, které hráč vlastní, zůstávají u jeho koně. Tato mechanika také dovoluje posílit hráčovo pouto se zvířetem. Společnost Rockstar si dala pozor, aby do hry nezahrnula příliš mnoho realismu –⁠ například rozsáhlou animaci stahování zvířete z kůže –⁠ a hráče tak nenudila. Některé týmy v Rockstaru měly pocit, že pouhý pobyt a přežití v divočině byly velkým lákadlem původní hry, a proto se pokusily tuto myšlenku v Red Dead Redemption 2 rozvinout. Při testování hry v průběhu jejího vývoje vývojáři objevili, že v některých misích je hráč nucen chovat se špatně a v jiných dobře. Výsledkem bylo vytvoření větvených scén a dialogových možností, jež se mění na základě chování hráče a které úzce souvisí se systémem cti. Vývojáři zvažovali myšlenku, že by hráč mohl brát členy tábora na různé aktivity, například na rybaření. Nakonec však od nápadu opustili, přišlo jim, že to vede k chování podobnému umělé inteligenci a ne k realističtějšímu tónu. Několik činností ve hře, zejména těch, jež se vymykaly Arthurově osobnosti, se staly pro hráče nepovinnými. Nepovinnými se staly i některé úkoly, ve kterých měl hráč příležitost postavu osobnostně rozvíjet. Zacházení se zbraněmi bylo oproti předchozím hrám od Rockstaru přepracováno, aby se zlepšil pocit a rychlost jejich používání. V pozdní fázi vývoje hry se vedoucí pracovníci Rockstaru rozhodli přidat do cutscén letterboxing, což si vyžádalo více práce u filmařů a bylo nutné přetočit některé scény.

## Hudba
Woody Jackson, který se společností Rockstar spolupracoval na hudbě původního dílu a hry Grand Theft Auto V, se rozhodl vrátit a složit hudbu k Red Dead Redemption 2. Jackson pro ní složil zhruba 60 hodin hudby, ne však každá skladba se dostala do finální verze hry. Hra obsahuje v misích na 192 interaktivních skladeb. Ivan Pavlovich, režisér hudby a zvuku, odhadl, že při normálním hraní hráč uslyší jen asi třetinu z celkového množství hudby vytvořené pro hru. Red Dead Redemption 2 má tři různé typy hudby: příběhovou, jež zaznívá během příběhových misí; interaktivní, když hráč putuje otevřeným světem nebo v multiplayeru; a environmentální, která zahrnuje písně zpívané u táboráku nebo hudbu, kterou v herním světě hrají nehratelné postavy. Hudba ve hře pravidelně reaguje na hráčova rozhodnutí ve světě a odpovídá její atmosféře a hráčovým volbám. Jacksonovým cílem u ambientní hudby je, aby doprovázela zvukový design hry a nestala se pro hráče rušivou. Jackson přirovnává hru k řadě televizního seriálu a považuje misi za něco jako epizodu, protože vypráví samostatný příběh a zároveň zachovává stejná témata napříč několika misemi. U příběhové hudby Jackson zachovává stejné tempo a tóninu, aby se nestala nepřehlednou.
Aby se Jackson ujistil, že je jeho hudba pro hru účinná, poslouchal ji na střelnici při střelbě z dobové zbraně. Zakoupil také několik nástrojů od skupiny hudebníků The Wrecking Crew, jež se objevily v klasických kovbojských filmech, například střevní struny Martin 1-28 od Dennise Budimira a Harmina Salinas Hijas od Tommyho Tedesca. Během nahrávání Jackson pouštěl jednotlivým hudebníkům krátká témata pomocí formy call and response („zvolání a odpověď“), na která hudebníci přirozeně reagovali a buď Jacksonův styl kopírovali, nebo hráli tak, jak se sami cítili. Touto formou nahrávali skladby, které tvoří většinu hudby otevřeného světa, několik dní. K zachycení hudby bylo použito několik nahrávacích nástrojů, od osmistopé pásky z roku 1959 až po moderní digitální software Pro Tools. Jackson tvořil partituru se svými přáteli hudebníky, například baskytaristou Mikem Wattem, houslistkou Petrou Hadenovou a bubeníkem Jonem Theodorem, na jam sessionech, kde často používali jeho staré nástroje.
Zatímco první díl napodoboval populární hudbu ze spaghetti westernů, druhý titul se snažil být jedinečnější. Jackson odhadoval, že v průběhu vývoje změnil hudbu asi čtyřikrát, od extrémních experimentů až po klasické westernové zvuky, jež nakonec smíchal, aby vytvořil „něco jiného“. Aby se vyhnul napodobování zvuku zvonu používaného ve spaghetti westernech, využil místo toho mandolínu, kterou používala skupina The Wrecking Crew. Hudební tým našel referenční body v albu Willieho Nelsona Teatro (1998) a v soundtracku k filmu Muž na výpomoc z roku 1971. Sessionový kytarista Matt Sweeney se inspiroval segmenty jiné hudby, například bicími v díle Ennia Morriconeho. Při rešerši hudby Jackson zjistil, že Morriconeho dílo – zejména soundtrack Dolarové trilogie od Sergia Leoneho – se již tehdy odchylovalo od typické westernové hudby a místo toho obsahovalo v té době populární zvuky, jako jsou „psychedelické kytary a spousty hluku“. Jackson měl pocit, že by si takovou tvůrčí svobodu mohl dovolit i v případě Red Dead Redemption 2. Podobně ho ještě více ovlivnila hudba Masaru Sata k filmu Jódžinbó (1961) režiséra Akiry Kurosawy, která se podle něj soustředila spíše na emoce než na snahu napodobit zvuk feudálního Japonska, v němž se film odehrává.
Na hudbě pracovalo více než 110 hudebníků. Sweeney poznamenal, že několik hudebníků odmítlo nabídku pracovat na soundtracku kvůli neznalosti oboru a technologie. Pavlovich angažoval producenta Daniela Lanoise, aby produkoval všechny původní vokální skladby hry, protože chtěl, aby Jacksonovu hudbu doplňovala konzistentní „průchozí linie“. Lanois spolupracoval s umělci, jako jsou D'Angelo, Willie Nelson, Rhiannon Giddensová a Josh Homme. Pavlovich měl pocit, že různorodost krajiny hry umožňuje vytvořit rozmanitější zvuky, a tak do práce na hudbě zapojil saxofonistu Colina Stetsona, experimentální skupinu Senyawu a hudebnici Arcu. Indie rockový hudebník Rocco DeLuca vymyslel v New Orleans texty refrénů písní „Unshaken“ a „Crash of Worlds“, jež vychází z přísloví Paramahansy Jógánandy: „Musíte stát neochvějně uprostřed nárazů lámajících se světů“. Lanoisovi přišlo, že se přísloví vztahuje na odhodlání postav hry v průběhu celého příběhu.

## Vydání
Rockstar Games poprvé představilo hru Red Dead Redemption 2 ve dnech 16. a 17. října 2016, kdy na svých webových stránkách a sociálních sítích zveřejnilo dva obrázky v barvách a tématu Red Dead Redemption. Obrázky vedly ke značné pozornosti a zvedly cenu akcií mateřské společnosti Take-Two Interactive o téměř šest procent. Hra byla oficiálně oznámena 18. října 2016. V den oznámení hry pro konzole PlayStation 4 a Xbox One začali někteří fanoušci žádat společnost Rockstar, aby hru vydala i na Microsoft Windows. Titul měl původně vyjít v druhé polovině roku 2017, jeho vydání však bylo dvakrát odloženo. Nejprve na 1. až 2. čtvrtletí roku 2018 a později na 26. října 2018. Dle Rockstaru potřebovala hra „vyleštit“ a to si tak vyžádalo delší čas vývoje. V říjnu 2019 Rockstar oznámil, že hra vyjde 5. listopadu 2019 pro Microsoft Windows a v témže měsíci bude dostupná také při spuštění služby Stadia. Verze pro Windows má vizuální a technická vylepšení. Obsahovala nové odměny, zbraně a úkryty, které byly v prosinci 2019 přidány do verze na PlayStation 4 a v lednu 2020 na Xbox One. Společnost Google údajně zaplatila desítky milionů dolarů za port hry na Stadii.

### Propagace
První trailer hry vyšel 20. října 2016 a představil prostředí otevřeného světa. Druhý a třetí trailer, jež byly vydány 28. září 2017 a 2. května 2018, představily postavy a příběh hry. Trailer vydaný 9. srpna obsahoval první záběry z hraní, demonstroval mechanismy střelby a koní a možnost starat se o hráčův gang a tábory. Druhý gameplay trailer zveřejněný 1. října 2018 demonstroval herní loupeže a systém zaměřování zvaný Dead Eye. Poslední trailer byl uveřejněn před vydáním hry dne 18. října a měl sloužit jako televizní reklama. Houser poznamenal, že tým často upravuje několik set verzí trailerů na základě návrhů jiných týmů. Trailer představující verzi hry pro Windows byl vydán 17. října 2019 a demonstroval aktualizovanou hratelnost v rozlišení 4K při 60 snímcích za sekundu.
Aby Rockstar podpořil prodej předobjednávek, spolupracoval s několika maloobchodními prodejci a vytvořil speciální verze hry. „Special Edition“ zahrnuje exkluzivní obsah pro režim jednoho hráče, zatímco „Ultimate Edition“ zahrnuje dodatečný obsah pro Red Dead Online. Sběratelská edice „Collector's Box“ pak obsahuje i fyzické zboží vztahující se tematicky ke hře. Hráči mohli ve hře získat kamennou sekeru, jež se jim odemkla po dokončení určité mise v Grand Theft Auto Online. Rockstar několik měsíců před vydáním aktualizoval oficiální webové stránky hry Red Dead Redemption 2, aby umožnil nahlédnout na aktivity a oblasti v otevřeném světě a pročítat příběhy členů van der Lindeho gangu. Před uvedením hry na trhu bylo vydáno také tematické zboží, včetně oblečení podobného herním postavám a několika kusů s logem hry. Doprovodná aplikace, která byla vydána současně se hrou pro zařízení se systémy Android a iOS, slouží jako forma „druhé obrazovky“, kde si hráč může prohlížet herní položky, jako jsou katalogy, deníky a minimapa v reálném čase.

## Přijetí

### Kritika
| Agregátor  | Skóre  |
| ---------- | ------ |
| Metacritic | 97/100 |

| Udělil        | Skóre   |
| ------------- | ------- |
| Destructoid   | 9,5/10  |
| Edge          | 10/10   |
| EGM           | 10/10   |
| Game Informer | 10/10   |
| GameSpot      | 9/10    |
| GamesRadar+   | [ 14 ]  |
| Giant Bomb    | [ 110 ] |
| IGN           | 10/10   |
| USgamer       | [ 26 ]  |

Podle recenzní stránky Metacritic získala hra Red Dead Redemption 2 od kritiků „všeobecnou chválu“. Na stránce je vedle titulu Grand Theft Auto V od Rockstaru nejlépe hodnocenou hrou pro konzole PlayStation 4 a Xbox One a je celkově pátou nejlépe hodnocenou hrou, a to společně s několika dalšími. Kritici chválili příběh, postavy, otevřený svět, grafiku, hudbu a úroveň detailů. Matt Bertz z časopisu Game Informer popsal hru jako „největší a nejucelenější dobrodružství, jaké kdy společnost Rockstar Games vytvořila“, a David Meikleham z GamesRadaru se domníval, že „představuje současný vrchol videoherního designu“. Keza MacDonaldová z deníku The Guardian ji prohlásila za „přelomovou hru“ a „nový vrchol pro realistické videoherní světy“, přičemž Luke Reilly ze stránky IGN ji označil za „jednu z nejlepších her moderní doby“. Peter Suderman napsal pro The New York Times, že videohru Red Dead Redemption 2 považuje jako příklad uměleckého díla. Možnosti hry „[vyprávět] individuální příběhy na pozadí národní a kulturní identity, dekonstruovat jejich žánry a zároveň posouvat formu“ přirovnal k současnému stavu filmu a televize s podobnými tituly, jako jsou Kmotr a Rodina Sopránů.
Meikleham napsal, že „se příběhově jedná o možná nejodvážnější triple-A hru, která kdy byla vytvořena“, pochválil nepředvídatelnost příběhu a přirovnal její epilog k příběhu hry The Last of Us (2013). MacDonaldová rovněž pochválila zvraty v příběhu a ocenila schopnost scenáristů začlenit menší příběhy do celkového vyprávění. Nick Plessas píšící pro měsíčník Electronic Gaming Monthly poznamenal, že nejlepší příběhy hry „se nacházejí na okraji“, objevují je a píší hráči. Bertz z Game Informeru měl pocit, že příběh hry jen zřídka trpí opakováním, což je vzhledem k jejímu rozsahu působivý výkon. Naopak Kallie Plaggová z GameSpotu byla frustrována předvídatelností v pozdějších fázích vyprávění, i když připustila, že takové opakování je „zásadní“ součástí Arthurova příběhu. Alexu Navarrovi ze stránky Giant Bomb přišlo, že příběh trpí klišovitým vykreslením domorodých obyvatel a „nevýrazně protivnými“ vedlejšími misemi. Někteří recenzenti také komentovali pomalý úvod hry a její zdlouhavý epilog.
Plessas považuje cestu vykoupení Arthura Morgana za „mnohem spasitelnější“ než cestu Johna Marstona v Red Dead Redemption a poznamenává, že svými hříchy se mu postava stala sympatičtější. Naopak Martin Robinson z Eurogameru považoval Arthura za méně přesvědčivého než Marstona, což ve výsledku vedlo ke zmatenému příběhu. Plaggová napsala, že nové postavy ve hře výrazně přispívají ke kvalitě příběhu. Mike Williams z USgameru měl pocit, že vedlejší postavy působí díky svým různým osobnostem „jako skuteční lidé“ a hráči k nim mají bližší vztah, když se ve hře stávají účastníky událostí. Reilly chválil kulturní rozmanitost postav a to, že se hra vyhýbá karikaturám. Navarro se k tomuto názoru připojil a poznamenal, že postavy v sobě mají lidskost, jež v jiných hrách od Rockstaru často chybí. Zejména to lze vidět v promyšleném ztvárnění Arthurových vnitřních konfliktů. MacDonaldové přišlo, že postavy působí věrohodněji díky „vynikajícím hereckým výkonům s nečekaným rozsahem“. Chris Plante ze serveru Polygon považoval ztvárnění postav domorodých obyvatel ve hře, inspirované „smícháním skutečných lidí, míst a skupin do jednoho celku“, za necitlivé a matoucí. Politický komentář hry však „zazářil“, když se zaměřil na moc rodin Braithwaitů a Grayů.
Bertz se domníval, že hra má „z videoher jednoznačně nejlépe propracovaný a plně realizovaný otevřený svět“. Mnoho dalších kritiků se k tomuto názoru připojilo: Navarro považuje obyvatelstvo otevřeného světa za nejlepší aspekt hry a Plessas poznamenal, že její mapa „posouvá hranice odvětví jak velikostí, tak detaily“. Robinson považoval svět za největší od dob hry Grand Theft Auto: San Andreas (2004). MacDonaldová označila otevřený svět za „téměř zázračný“ a pochválila jeho imitaci skutečné americké krajiny. Reilly považoval herní svět za „širší, krásnější a rozmanitější“ než u jeho předchůdce, mimo jiné díky tomu, že každé prostředí v něm působí jako živé. Plaggová se cítila být nucena prozkoumat otevřený svět kvůli jeho rozmanitosti, reaktivitě a překvapením.
Meikleham prohlásil Red Dead Redemption 2 za „nejlépe vypadající videohru všech dob“ s jedním z nejpůsobivějších systémů osvětlení a počasí. Reilly popsal hru jako „nepopiratelně krásnou“ díky enginu osvětlení, animaci obličejů a úrovni detailů přítomných v jejím světě. Bertz ocenil pozornost věnovanou detailům historického období. Napsal, že „rozsáhlé divočiny působí jako živé díky bezkonkurenčnímu dynamickému systému počasí, zvukovým efektům a nejambicióznější ekologii flóry a fauny, jaká kdy byla ve hrách k vidění“. Plessas se domníval, že je výtvarné a grafické zpracování titulu působivé jak po stránce fyzikální a reakční, tak po stránce vizuální. Podle Williamse je hra jednou z nejlépe vypadajících pro konzole PlayStation 4 a Xbox One.
Hudbu od Woodyho Jacksona označil Reilly za „špičkovou“ a popsal ji jako „sugestivní směs kytarových skladeb ve stylu Ennia Morriconeho a oduševnělejších kousků“. Meikleham napsal, že je hudba „elektrizující i eklektická“. Dean Takahashi ze serveru VentureBeat měl pocit, že soundtrack výrazně přispěl k ponoření se do hry, zatímco Bertz poznamenal, že soundtrack dodal hernímu světu autenticitu použitím prvků americké lidové hudby. Kirk McKeand ze stránky VG247 ocenil prolínání hudby během prozkoumávání prostředí a její intenzitu v boji. Pochválil též úsporné využití vokálních skladeb pro zvýraznění důležitých momentů v příběhu. Graham Banas píšící pro Push Square zpětně zařadil soundtrack titulu mezi nejlepší v roce 2010 a napsal, že „zvedl laťku toho, čeho může soundtrack dosáhnout“.
Hratelnost hry Red Dead Redemption 2 pochválil Navarro, který poznamenal, že „od největších misí až po nejmenší interakce, všechny tyto věci působí, jako by byly vytvořeny individuálně“. Meikleham podobně pochválil množství detailů a hodnotu sekundárních herních mechanik. Plessas napsal, že jemné detaily hry jsou „životně důležité pro ponoření“, a poznamenal, že odstraňují jakoukoli propast mezi hráčem a celkovým zážitkem. Bertz ocenil mise, jež se vyhýbají násilí, a přál si více „klidných momentů posetých příběhem“. Reilly měl pocit, že i přes to, že Arthur působí „těžším dojmem“ než hlavní hrdinové Grand Theft Auto V, jeho pohyb po světě nepůsobí těžkopádně. Plante považoval možnosti konverzace ve hře za omezené, ale oproti násilí v jiných akčních hrách byly zlepšením. Robinson vyjádřil zklamání nad nedostatečnou volností hry v některých příběhových misích.
Podle Reillyho si hra sice vypůjčila bojový systém z titulů série Grand Theft Auto, ale souboje na blízko s primitivnějšími střelnými zbraněmi vedly k intimnějším a „vzrušujícím“ střetům. Chris Carter ze serveru Destructoid označil přestřelky za „fantastické“ a pochválil herní mechaniku Dead Eye, jež umožnila „zkrášlení některých hektičtějších konfrontací“. Plessas napsal, že „jen málo her se pokouší znovuobjevit kvintesenci stříleček typu – namířit se zbraní, natáhnout ji a zmáčknout spoušť –, ale Red Dead 2 toho dosahuje s jistotou a grácií“. Sam White z měsíčníku Gentlemen's Quarterly zjistil, že zbraně jsou „pomalejšími a smysluplnějšími nástroji“, díky čemuž působí v boji smrtelněji. Williams měl pocit, že hra je lepší než její předchůdce, ale nemá „nejlepší bojový systém z pohledu třetí osoby“.
Autor článku pro Polygon s přezdívkou Film Crit Hulk kritizoval systém ovládání hry a pocity z něj shrnul slovy: „Žádná obtížnost a úspěch, nýbrž neustálá monotónnost nebo frustrace“. Kirk Hamilton ze stránky Kotaku zhodnotil, že interakce se světem se stala „frustrující a nekonzistentní“ v důsledku „kalné kinestetiky hry, zmateného schématu ovládání a nejasného uživatelského rozhraní“. Dle něj se hraní podobalo udílení pokynů hercům, a to jak kvůli „namáhavé, těžké a neelegantní“ navigaci, tak kvůli pomalým nebo neuspokojivým vstupům z tlačítek. Robert Ramsey z Push Square označil ovládání za „použitelné“, ale v nejhorším případě „k vzteku“, a dodal, že rozložení tlačítek pro různé akce bylo příliš komplikované.
Hernímu novináři Jimu Sterlingovi přišlo, že množství realismu ve hře omezuje možnosti a způsobuje prodlužování scénářů nebo animací, jako je lov zvířat a jejich stahování z kůže. Film Crit Hulk měl pocit, že možnost interakce s mnoha předměty vede k nesmyslným interakcím a že snaha o realismus ve videohře v praxi nefunguje. Jeff Grubb z VentureBeatu napsal, že navzdory tomu, že titul hráči předkládá řadu možností, je stále omezující tím, že brání jiným možnostem. Williams měl pocit, že systém lovců odměn hráče nespravedlivě trestá za páchání zločinů, kterým se lze jen těžko vyhnout, například za neúmyslné zabití nehratelné postavy při náhodné srážce. Matt Reynolds z časopisu Wired měl smíšené názory na herní prvky týkající se kvality života hráčské postavy a věnování se jí. Poznamenal, že hra „vyměňuje ponoření do hry za pozorování“ a že „neustálá 'údržba' postavy občas působí jako povinnost“.
| Agregátor  | Skóre  |
| ---------- | ------ |
| Metacritic | 93/100 |

| Udělil        | Skóre  |
| ------------- | ------ |
| Destructoid   | 9,5/10 |
| Jeuxvideo.com | 19/20  |
| PC Gamer (UK) | 88/100 |
| PCGamesN      | 10/10  |
| PCMag         | 4/5    |

Verze hry Red Dead Redemption 2 pro Windows se podle serveru Metacritic rovněž dočkala od kritiků „všeobecné chvály“. Jedná se o jednu z nejlépe hodnocených her pro osobní počítače. Samu Whitovi ze stránky PCGamesN přišlo, že díky grafickým vylepšením otevřený svět „vypadá lépe než kdy dřív“. Carter pochválil přidání foto režimu. Sam Machkovech píšící pro Ars Technica měl pocit, že animace hry nejsou během cutscén dobře škálovány na vyšší snímkové frekvence, ale hratelnost považoval za mnohem lepší než u konzolových verzí. Matthew Castle z Rock, Paper, Shotgun si pochvaloval upravené ovládání, zejména při postupném zaměřování na vícero bodů těla v režimu Dead Eye, i když měl pocit, že je potřeba čas na seznámení se s ním. James Davenport z PC Gameru považoval pohled první osoby ve verzi pro Windows za lepší díky rychlé odezvě myši, poznamenal však, že mu hra několikrát spadla. Jean-Kléber Lauret z Jeuxvideo.com zopakoval podobnou kritiku a dodal, že je kvůli grafickým a technickým vylepšením zapotřebí lepšího hardwaru. Samit Sarkar ze stránky Polygon kritizoval technické problémy verze a napsal, že „problém se zamrzáním je natolik závažný, že hru prostě nemohu hrát, dokud ho Rockstar neopraví“. Tony Polanco z PCMagu napsal, že týden po vydání byly technické problémy z větší části vyřešeny.

### Ocenění a nominace
Hra Red Dead Redemption 2 získala od herních periodik a institucí řadu nominací a ocenění. Ještě před svým vydáním byla v letech 2016 a 2017 nominována na cenu The Game Award v kategorii nejočekávanější hry a v roce 2017 na cenu Golden Joystick za nejžádanější hru. V roce 2018 získala hra na události The Game Awards osm nominací a obdržela čtyři ceny: nejlepší audio design, nejlepší příběh, nejlepší hudba a nejlepší herecký výkon Rogera Clarka v roli Arthura Morgana. V sekci nejlepších her roku 2018 (Best of 2018) od IGN získala sedm nominací, dvě ocenění a ve čtyřech kategoriích se umístila na druhém místě za hrou God of War. Na 22. ročníku udílení cen D.I.C.E. Awards si titul vysloužil osm nominací, včetně hry roku. Na 6. ročníku SXSW Gaming Awards byl jmenován trendovou hrou roku a obdržel ceny v kategoriích dokonalost v oblasti SFX a technologický úspěch. Hra získala sedm nominací na 19. ročníku Game Developers Choice Awards a šest na 15. ročníku British Academy Games Awards.
Na stránce Metacritic se Red Dead Redemption 2 stalo nejlépe hodnocenou hrou roku 2018. Hra také získala cenu hry roku na Australian Games Awards, Brazil Game Awards, Fun & Serious Game Festival, IGN Australia Select Awards, a Italian Video Game Awards a objevila se v několika žebříčcích nejlepších her roku 2018, jako jsou 4Players, AusGamers, Complex, Digital Trends, Edge, Electronic Gaming Monthly, Gamereactor, GameSpot, The Guardian, Hot Press, news.com.au, The Telegraph, USgamer, a Vulture. Několik dalších periodik ji označilo za druhou nejlepší hru. Titul zařadilo mezi nejlepší hry desetiletí Entertainment.ie, The Hollywood Reporter, Metacritic, National Post, NME, Stuff, Thrillist, VG247 a Wired UK. Webové stránky Game Informer, GamesRadar+ a IGN jej zařadily mezi nejlepší hry své generace.

#### Seznam
| Ocenění                           | Datum              | Kategorie                                             | Nominovaný                                                                      | Výsledek  | Zdroje          |
| --------------------------------- | ------------------ | ----------------------------------------------------- | ------------------------------------------------------------------------------- | --------- | --------------- |
| British Academy Games Awards      | 4. dubna 2019      | Nejlepší hra                                          | Red Dead Redemption 2                                                           | nominace  | [ 156 ]         |
| British Academy Games Awards      | 4. dubna 2019      | Umělecký úspěch                                       | Red Dead Redemption 2                                                           | nominace  | [ 156 ]         |
| British Academy Games Awards      | 4. dubna 2019      | Zvukový úspěch                                        | Red Dead Redemption 2                                                           | nominace  | [ 156 ]         |
| British Academy Games Awards      | 4. dubna 2019      | Britská hra                                           | Red Dead Redemption 2                                                           | nominace  | [ 156 ]         |
| British Academy Games Awards      | 4. dubna 2019      | Příběh                                                | Red Dead Redemption 2                                                           | nominace  | [ 156 ]         |
| British Academy Games Awards      | 4. dubna 2019      | Herecký výkon                                         | Roger Clark jako Arthur Morgan                                                  | nominace  | [ 156 ]         |
| D.I.C.E. Awards                   | 14. února 2019     | Významný technologický úspěch                         | Red Dead Redemption 2                                                           | vítězství | [ 191 ]         |
| D.I.C.E. Awards                   | 14. února 2019     | Hra roku                                              | Red Dead Redemption 2                                                           | nominace  | [ 153 ]         |
| D.I.C.E. Awards                   | 14. února 2019     | Adventura roku                                        | Red Dead Redemption 2                                                           | nominace  | [ 153 ]         |
| D.I.C.E. Awards                   | 14. února 2019     | Online hra roku                                       | Red Dead Redemption 2                                                           | nominace  | [ 153 ]         |
| D.I.C.E. Awards                   | 14. února 2019     | Významný úspěch v animaci                             | Red Dead Redemption 2                                                           | nominace  | [ 153 ]         |
| D.I.C.E. Awards                   | 14. února 2019     | Významný úspěch v umělecké režii                      | Red Dead Redemption 2                                                           | nominace  | [ 153 ]         |
| D.I.C.E. Awards                   | 14. února 2019     | Významný úspěch na poli postav                        | Arthur Morgan                                                                   | nominace  | [ 153 ]         |
| D.I.C.E. Awards                   | 14. února 2019     | Významný úspěch v herní režii                         | Red Dead Redemption 2                                                           | nominace  | [ 153 ]         |
| Dragon Awards                     | 2. září 2019       | Nejlepší sci-fi nebo fantasy hra pro PC / konzole     | Red Dead Redemption 2                                                           | vítězství | [ 192 ]         |
| Game Audio Network Guild Awards   | 21. března 2019    | G.A.N.G. / MAGFEST People's Choice Award              | Red Dead Redemption 2                                                           | nominace  | [ 193 ]         |
| The Game Awards                   | 1. prosince 2016   | Nejočekávanější hra                                   | Red Dead Redemption 2                                                           | nominace  | [ 142 ]         |
| The Game Awards                   | 7. prosince 2017   | Nejočekávanější hra                                   | Red Dead Redemption 2                                                           | nominace  | [ 143 ]         |
| The Game Awards                   | 6. prosince 2018   | Nejlepší audio design                                 | Red Dead Redemption 2                                                           | vítězství | [ 145 ]         |
| The Game Awards                   | 6. prosince 2018   | Nejlepší příběh                                       | Red Dead Redemption 2                                                           | vítězství | [ 145 ]         |
| The Game Awards                   | 6. prosince 2018   | Nejlepší herecký výkon                                | Roger Clark jako Arthur Morgan                                                  | vítězství | [ 145 ]         |
| The Game Awards                   | 6. prosince 2018   | Nejlepší hudba                                        | Red Dead Redemption 2                                                           | vítězství | [ 145 ]         |
| The Game Awards                   | 6. prosince 2018   | Hra roku                                              | Red Dead Redemption 2                                                           | nominace  | [ 145 ]         |
| The Game Awards                   | 6. prosince 2018   | Nejlepší akční adventura                              | Red Dead Redemption 2                                                           | nominace  | [ 145 ]         |
| The Game Awards                   | 6. prosince 2018   | Nejlepší umělecká režie                               | Red Dead Redemption 2                                                           | nominace  | [ 145 ]         |
| The Game Awards                   | 6. prosince 2018   | Nejlepší herní režie                                  | Red Dead Redemption 2                                                           | nominace  | [ 145 ]         |
| Game Developers Choice Awards     | 20. března 2019    | Nejlepší technologie                                  | Red Dead Redemption 2                                                           | vítězství | [ 194 ]         |
| Game Developers Choice Awards     | 20. března 2019    | Hra roku                                              | Red Dead Redemption 2                                                           | nominace  | [ 155 ]         |
| Game Developers Choice Awards     | 20. března 2019    | Nejlepší zvuk                                         | Red Dead Redemption 2                                                           | nominace  | [ 155 ]         |
| Game Developers Choice Awards     | 20. března 2019    | Nejlepší design                                       | Red Dead Redemption 2                                                           | nominace  | [ 155 ]         |
| Game Developers Choice Awards     | 20. března 2019    | Nejlepší příběh                                       | Red Dead Redemption 2                                                           | nominace  | [ 155 ]         |
| Game Developers Choice Awards     | 20. března 2019    | Nejlepší výtvarné umění                               | Red Dead Redemption 2                                                           | nominace  | [ 155 ]         |
| Game Developers Choice Awards     | 20. března 2019    | Cena za inovaci                                       | Red Dead Redemption 2                                                           | nominace  | [ 155 ]         |
| Gamers' Choice Awards             | 9. prosince 2018   | Fanoušky oblíbené podzimní vydání                     | Red Dead Redemption 2                                                           | vítězství | [ 195 ]         |
| Gamers' Choice Awards             | 9. prosince 2018   | Herní moment roku                                     | Red Dead Redemption 2 mělo největší úvodní víkend v historii zábavního průmyslu | nominace  | [ 195 ]         |
| Golden Joystick Awards            | 17. listopadu 2017 | Nejžádanější hra                                      | Red Dead Redemption 2                                                           | nominace  | [ 144 ] [ 196 ] |
| Golden Joystick Awards            | 16. listopadu 2018 | Cena kritiků                                          | Red Dead Redemption 2                                                           | vítězství | [ 197 ]         |
| Golden Joystick Awards            | 16. listopadu 2018 | Ultimátní hra roku                                    | Red Dead Redemption 2                                                           | nominace  | [ 198 ]         |
| Golden Joystick Awards            | 15. listopadu 2019 | Nejlepší multiplayerová hra                           | Red Dead Online                                                                 | nominace  | [ 199 ]         |
| Guild of Music Supervisors Awards | 13. února 2019     | Nejlepší dohled nad hudbou ve videohře                | Ivan Pavlovich                                                                  | vítězství | [ 200 ]         |
| Hollywood Music in Media Awards   | 20. listopadu 2019 | Soundtrackové album                                   | The Music of Red Dead Redemption 2 (Original Soundtrack)                        | vítězství | [ 201 ]         |
| Hollywood Music in Media Awards   | 20. listopadu 2019 | Původní píseň – videohra                              | „That's the Way It Is“, kterou napsal a nazpíval Daniel Lanois                  | nominace  | [ 202 ]         |
| Italian Video Game Awards         | 12. dubna 2019     | Hra roku                                              | Red Dead Redemption 2                                                           | vítězství | [ 162 ]         |
| Italian Video Game Awards         | 12. dubna 2019     | Nejlepší umělecká režie                               | Red Dead Redemption 2                                                           | vítězství | [ 162 ]         |
| Italian Video Game Awards         | 12. dubna 2019     | Nejlepší zvuk                                         | Red Dead Redemption 2                                                           | vítězství | [ 162 ]         |
| Italian Video Game Awards         | 12. dubna 2019     | Nejlepší postava                                      | Arthur Morgan                                                                   | nominace  | [ 203 ]         |
| Italian Video Game Awards         | 12. dubna 2019     | Nejlepší herní design                                 | Red Dead Redemption 2                                                           | nominace  | [ 203 ]         |
| Italian Video Game Awards         | 12. dubna 2019     | Nejlepší příběh                                       | Red Dead Redemption 2                                                           | nominace  | [ 203 ]         |
| Italian Video Game Awards         | 12. dubna 2019     | Volba lidí                                            | Red Dead Redemption 2                                                           | nominace  | [ 203 ]         |
| Japan Game Awards                 | 12. září 2019      | Celosvětové ocenění, zahraniční produkt               | Red Dead Redemption 2                                                           | vítězství | [ 204 ]         |
| New York Game Awards              | 22. ledna 2019     | Cena Hermana Melvilla za nejlepší scénář              | Red Dead Redemption 2                                                           | vítězství | [ 205 ]         |
| New York Game Awards              | 22. ledna 2019     | Cena Sochy svobody za nejlepší svět                   | Red Dead Redemption 2                                                           | vítězství | [ 205 ]         |
| New York Game Awards              | 22. ledna 2019     | Cena Big Apple za nejlepší hru roku                   | Red Dead Redemption 2                                                           | nominace  | [ 206 ]         |
| New York Game Awards              | 22. ledna 2019     | Cena Great White Way za nejlepší herecký výkon ve hře | Roger Clark jako Arthur Morgan                                                  | nominace  | [ 206 ]         |
| New York Game Awards              | 22. ledna 2019     | Cena Great White Way za nejlepší herecký výkon ve hře | Cali Elizabeth Moorová jako Abigail Roberts                                     | nominace  | [ 206 ]         |
| New York Game Awards              | 22. ledna 2019     | Cena Tin Pan Alley za nejlepší hudbu ve hře           | Red Dead Redemption 2                                                           | nominace  | [ 206 ]         |
| Steam Awards                      | 3. ledna 2021      | Hra roku                                              | Red Dead Redemption 2                                                           | vítězství | [ 207 ]         |
| Steam Awards                      | 3. ledna 2021      | Vynikající hra s bohatým příběhem                     | Red Dead Redemption 2                                                           | vítězství | [ 207 ]         |
| SXSW Gaming Awards                | 16. března 2019    | Dokonalost v oblasti SFX                              | Red Dead Redemption 2                                                           | vítězství | [ 154 ]         |
| SXSW Gaming Awards                | 16. března 2019    | Vynikající technologický úspěch                       | Red Dead Redemption 2                                                           | vítězství | [ 154 ]         |
| SXSW Gaming Awards                | 16. března 2019    | Trendová hra roku                                     | Red Dead Redemption 2                                                           | vítězství | [ 154 ]         |
| SXSW Gaming Awards                | 16. března 2019    | Videohra roku                                         | Red Dead Redemption 2                                                           | nominace  | [ 208 ]         |
| SXSW Gaming Awards                | 16. března 2019    | Vynikající animace                                    | Red Dead Redemption 2                                                           | nominace  | [ 209 ]         |
| SXSW Gaming Awards                | 16. března 2019    | Vynikající design                                     | Red Dead Redemption 2                                                           | nominace  | [ 209 ]         |
| SXSW Gaming Awards                | 16. března 2019    | Vynikající hudba                                      | Red Dead Redemption 2                                                           | nominace  | [ 209 ]         |
| SXSW Gaming Awards                | 16. března 2019    | Vynikající vizuální počin                             | Red Dead Redemption 2                                                           | nominace  | [ 209 ]         |
| Titanium Awards                   | 10. prosince 2018  | Hra roku                                              | Red Dead Redemption 2                                                           | vítězství | [ 160 ]         |
| Titanium Awards                   | 10. prosince 2018  | Nejlepší herní design                                 | Red Dead Redemption 2                                                           | vítězství | [ 160 ]         |
| Titanium Awards                   | 10. prosince 2018  | Nejlepší původní hudba                                | Woody Jackson                                                                   | vítězství | [ 160 ]         |
| Titanium Awards                   | 10. prosince 2018  | Nejlepší dobrodružná hra                              | Red Dead Redemption 2                                                           | nominace  | [ 210 ]         |
| Titanium Awards                   | 10. prosince 2018  | Nejlepší výtvarný design                              | Red Dead Redemption 2                                                           | nominace  | [ 210 ]         |
| Titanium Awards                   | 10. prosince 2018  | Nejlepší design příběhu                               | Red Dead Redemption 2                                                           | nominace  | [ 210 ]         |

## Prodeje
Vzhledem k tomu, že předchozí díl série patřil k nejlépe hodnoceným a nejprodávanějším hrám sedmé generace herních konzolí, mnoho analytiků věřilo, že Red Dead Redemption 2 bude jednou z nejprodávanějších her roku 2018 a bude mít velký vliv na prodeje ostatních her ve čtvrtém čtvrtletí. Po oznámení hry v říjnu 2016 analytik Ben Schacter z Macquarie Research odhadoval, že se jí v prvním čtvrtletí prodá 12 milionů kopií, zatímco analytici společnosti Cowen uváděli „konzervativní“ odhad 15 milionů prodaných kopií. V červenci 2018 analytik Mat Piscatella predikoval, že Red Dead Redemption 2 bude nejprodávanější hrou roku 2018 a předčí další herní trháky, jako jsou Battlefield V, Call of Duty: Black Ops 4 a Fallout 76. Někteří herní novináři poznamenali, že série jako Assassin's Creed a Call of Duty uvádějí své tituly pro rok 2018, jmenovitě Odyssey a Black Ops 4, dříve než obvykle, a předpověděli, že se tak vyhnou konkurenci ze strany Red Dead Redemption 2. Krátce před vydáním hry v říjnu 2018 Schacter odhadoval, že se jí v prvním čtvrtletí prodá 15 milionů kopií. Poznamenal však, že investoři očekávali přibližně 20 milionů prodaných kopií. Michael Pachter z investiční firmy Wedbush Securities predikoval 25 milionů. Michael Olson ze společnosti Piper Jaffray předpokládal tržby v prvních třech dnech v rozmezí 400 až 500 milionů dolarů, zatímco Doug Creutz z firmy Cowen je odhadoval na 550 až 600 milionů dolarů.
Red Dead Redemption 2 zaznamenalo největší úvodní víkend v historii zábavního průmyslu, když za tři dny vydělalo přes 725 milionů dolarů. Za dva týdny se jej prodalo celkem přes 17 milionů kopií; hra tak překonala celoživotní prodeje svého předchůdce Red Dead Redemption. Kromě toho se Red Dead Redemption 2 po svém uvedením na trh stalo druhou nejvýdělečnější hrou v zábavním průmyslu (hned po Grand Theft Auto V) a na službě PlayStation Network stanovilo rekordy v největších předobjednávkách v historii, největších prodejích v první den a největších prodejích za první tři dny. Cena akcií mateřské společnosti Rockstaru, Take-Two Interactive, vzrostla v týdnu po vydání hry o devět procent. Takahashi z VentureBeatu poznamenal, že hra pravděpodobně dosáhla v prvním týdnu bodu zvratu a podle odhadů analytiků začne vydělávat v prosinci 2018. V roce 2018 bylo prodáno 23 milionů kopií hry, což přineslo tržby ve výši 1,38 miliardy dolarů. V roce 2019 bylo prodáno 29 milionů kopií, v roce 2020 36 milionů, v roce 2021 43 milionů, v roce 2022 50 milionů a v roce 2023 (březen) 53 milionů. Podle prodejů v dolarech se jednalo o nejprodávanější hru druhé poloviny 10. let 21. století a celkově o sedmou nejprodávanější hru desetiletí, což z ní činí jednu z nejprodávanějších her vůbec.
Ve Spojených státech se Red Dead Redemption 2 stalo po hře Call of Duty: Black Ops 4 druhou nejprodávanější hrou října 2018. V listopadu bylo nejprodávanější hrou v zemi, v prosinci třetí nejprodávanější a celkově nejprodávanější hrou roku. V roce 2019 si hra udržela své umístění v celonárodním žebříčku nejprodávanějších her a byla dvanáctou nejprodávanější hrou roku. V žebříčcích se udržela i v první polovině roku 2020. Ve Spojeném království se Red Dead Redemption 2 stalo nejprodávanější hrou v maloobchodech v prvním týdnu po vydání a druhou nejrychleji prodávanou hrou roku 2018 (po hře FIFA 19). Prodeje fyzických kopií hry v úvodním týdnu byly dvakrát větší než u jejího předchůdce, přičemž 68 % prodejů pocházelo z verze pro PlayStation 4. Red Dead Redemption 2 bylo třetí nejrychleji prodávanou hrou ve své generaci, hned za tituly Call of Duty: Black Ops III a Call of Duty: Advanced Warfare, která nevyšla v sérii FIFA. Ve Spojeném království bylo druhou nejprodávanější hrou v roce 2018, pátou v roce 2019, jedenáctou v roce 2020, šestou v roce 2021 a devátou v roce 2022. Během prvního týdne se v Japonsku prodalo 132 984 kopií verze pro PlayStation 4, čímž se hra dostala na první místo žebříčku prodejů videoher ze všech platforem. V Austrálii se stala nejprodávanější hrou roku 2018 a patnáctou nejprodávanější hrou v roce 2020. Celosvětově se verze pro Windows prodalo 406 000 kopií při uvedení titulu na trh v listopadu 2019; po vydání na platformě Steam následujícího měsíce se prodeje zdvojnásobily na více než milion kopií.